# Ratkovo
Ratkovo (Hongaars: Vágratkó) is een Slowaakse gemeente in de regio Žilina, en maakt deel uit van het district Martin.
Ratkovo telt 176 inwoners.